# Mahnomen
Mahnomen és una ciutat i seu del Comtat de Mahnomen a l'estat de Minnesota dels Estats Units d'Amèrica.

## Demografia
Segons el cens dels Estats Units del 2000 Mahnomen tenia 1.202 habitants, 532 habitatges, i 311 famílies. La densitat de població era de 483,4 habitants per km².
Dels 532 habitatges en un 25,9% hi vivien nens de menys de 18 anys, en un 42,5% hi vivien parelles casades, en un 12,6% dones solteres, i en un 41,4% no eren unitats familiars. En el 37,4% dels habitatges hi vivien persones soles el 25,6% de les quals corresponia a persones de 65 anys o més que vivien soles. El nombre mitjà de persones vivint en cada habitatge era de 2,16 i el nombre mitjà de persones que vivien en cada família era de 2,85.
Per edats la població es repartia de la següent manera: un 23,3% tenia menys de 18 anys, un 5% entre 18 i 24, un 21,9% entre 25 i 44, un 22,7% de 45 a 60 i un 27,1% 65 anys o més.
L'edat mediana era de 45 anys. Per cada 100 dones de 18 o més anys hi havia 77 homes.
La renda mediana per habitatge era de 26.000 $ i la renda mediana per família de 37.500 $. Els homes tenien una renda mediana de 24.479 $ mentre que les dones 21.625 $. La renda per capita de la població era de 14.538 $. Entorn del 9,8% de les famílies i el 14% de la població estaven per davall del llindar de pobresa.

## Poblacions properes
El següent diagrama mostra les poblacions més properes.